# Cladosporium herbarum
Cladosporium herbarum (Pers.) Link – gatunek grzybów z klasy Dothideomycetes. Bardzo pospolity grzyb mikroskopijny, saprotrof lub słaby pasożyt rozwijający się głównie na powierzchni martwych lub żywych części roślin. W laboratoriach często powoduje zanieczyszczenie kultur. U zbóż wywołuje czerń zbóż, dla ludzi jest jednym z ważniejszych alergenów. Powoduje zapalenie rogówki i alergiczną grzybicę płuc.

## Systematyka i nazewnictwo
Pozycja w klasyfikacji według Index Fungorum: Cladosporium, Cladosporiaceae, Capnodiales, Dothideomycetidae, Dothideomycetes, Pezizomycotina, Ascomycota, Fungi.
Po raz pierwszy zdiagnozował go w 1794 r. Christiaan Hendrik Persoon nadając mu nazwę Dematium herbarum. Obecną, uznaną przez Index Fungorum nazwę nadał mu Johann Heinrich Friedrich Link w 1816 r.
Ma około 50 synonimów. Według Index Fungorum są nimi również wszystkie, liczne formy i odmiany.

## Morfologia i rozwój
Anamorfa na podłożu MEA rozwija się dobrze. Tworzy aksamitne kolonie o barwie od oliwkowozielonej do oliwkowobrązowej. W momencie tworzenia zarodników stają się czarne. Konidiofory o gładkich ścianach, długości do 250 μm i szerokości 3–6 μm. Wyrastają z napęczniałych strzępek. Konidia o kształcie od elipsoidalnego do cylindrycznego, z zaokrąglonymi końcami, wyraźnie brodawkowane, z wypukłymi, brązowymi bliznami. Są jedno-, dwu- lub wielokomórkowe. Konidia jednokomórkowe o wymiarach 5,5–13,0 × 3,8–6,0 μm.